# 風雲秘密探偵録
『風雲秘密探偵録』（ふううんひみつたんていろく）は、幕末期、江戸定府の久保田藩（秋田藩）士であった国学者平田銕胤（平田篤胤女婿）・平田延胤（銕胤嫡男、篤胤嫡孫）父子が京都および江戸を奔走し、国事にかかわる秘密を探索して、藩当局に報告した自筆の報告書、探索書。写本、全4冊。東京大学史料編纂所所蔵。

## 概要
かつての出羽国久保田藩右筆で秋田市長を務めた羽生氏熟が大正元年（1912年）10月に書いた序に「此書、安政・慶応年間、秋田藩士平田銕胤・同延胤両大人の京都及び江戸に奔走し、国事秘密を探偵し、藩主佐竹義堯公に奉ぜし所の自筆報告也、（中略）薄葉紙184通、紙数415枚」とあるように、本書は、銕胤父子の手許に集約された諸情報を久保田藩主および藩当局に提出した一種の探索書、報告書である。久保田藩としては、幕末の動乱期にあって藩の政治姿勢を決定していくうえで、事象の表面からだけではうかがい知ることのできない、微妙な事情をも含んだ詳細で正確な情報を必要とし、そのために、すでに藩外にも広く普及し、拡大していた平田国学の人脈と情報網を活用しようとしたのである。藩主・藩士の儀礼的な交際では入手しうる政治情報は、質・量ともに限られていたからである。なお、銕胤・延胤父子からの情報提供に際し、久保田藩内で重要な役割を果たしたと考えられるのが久保田藩重臣の小野岡氏である。小野岡氏は、義音、義般、義礼と三代にわたって平田国学と密接な関係をきずいていた。このことは、反面では、久保田藩の藩論を極力平田国学の立場に近い政治路線に引き寄せようという銕胤父子の努力とのあいだに微妙な関係をもたらし、藩内上層部に存在した平田国学の支持者も巻き込むこととなった。
報告の対象年次は、「序」にある通り、2度の中断をはさみながら安政年間（1855年 - 1860年）から、万延、文久、元治を経て慶応年間（1865年 - 1868年）におよんでいる。

## 内容

### 安政2年から安政の大獄まで

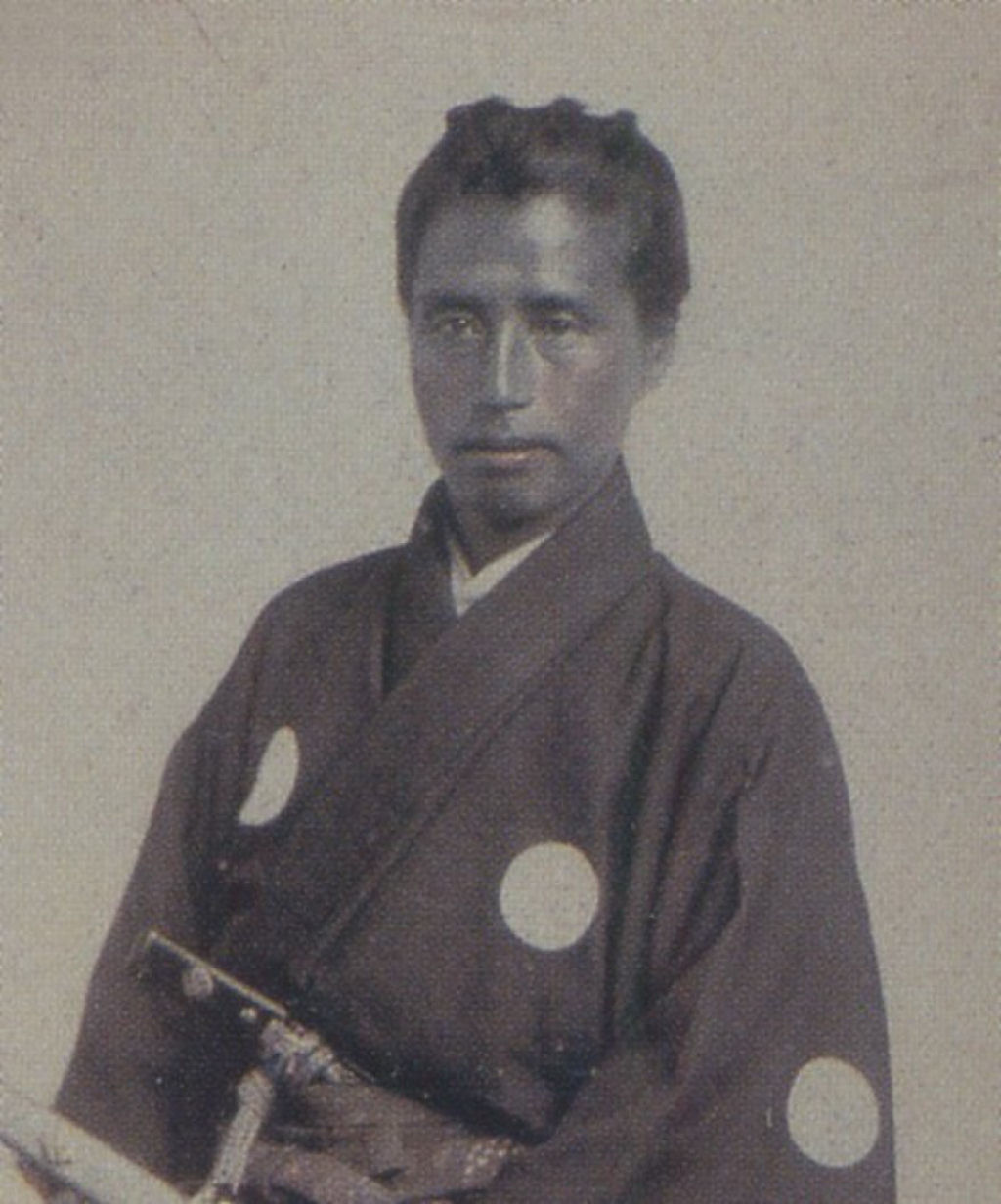
勝海舟（1860年撮影）

本書における年代的に最も古い報告は、安政2年（1855年）後半の江戸幕府に対してなされた、黒船来航後の海防献策に関するものである。この時期から久保田藩江戸藩邸は気吹舎を中心とする平田銕胤とその人脈を利用し始めたと考えられる。銕胤が確認しえた海防献策は100余りとされるが、そのなかで彼自身が最も重要として評価したのは、嘉永6年（1853年）7月の信濃国岩村田藩の藩主嫡男内藤正義の献策、および同年同月の幕臣勝海舟の献策であった。内藤は具足の無用性を主張するとともに、西洋式鉄砲の採用と精製火薬の製造を主張し、勝は洋式軍制の採用と軍事学校の建設、都府防衛を強化したうえでの海軍創設、海軍建設資金調達のための対清国・朝鮮・ロシア貿易の振興などの構想を示した。
安政5年（1858年）の新条約（日米修好通商条約）勅許問題から同年後半より始まった安政の大獄にかけての時期には、大獄開始を告げる銕胤の京都書翰が絶え間なく収載されており、そこでは、捕縛された人びとに対し、一貫して同情的に筆録されている。しかし、大老井伊直弼ら幕閣の権力は万全とみられたところから平田情報の価値はむしろ減じ、藩当局にとって大獄における苛烈な政治弾圧は強い畏怖を引き起こしたところから、いったん報告は中断する。

### 万延元年から文久2年まで

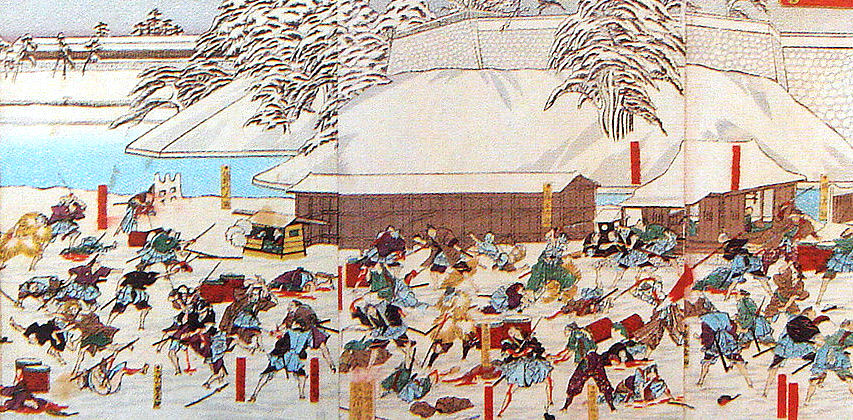
桜田門外の変

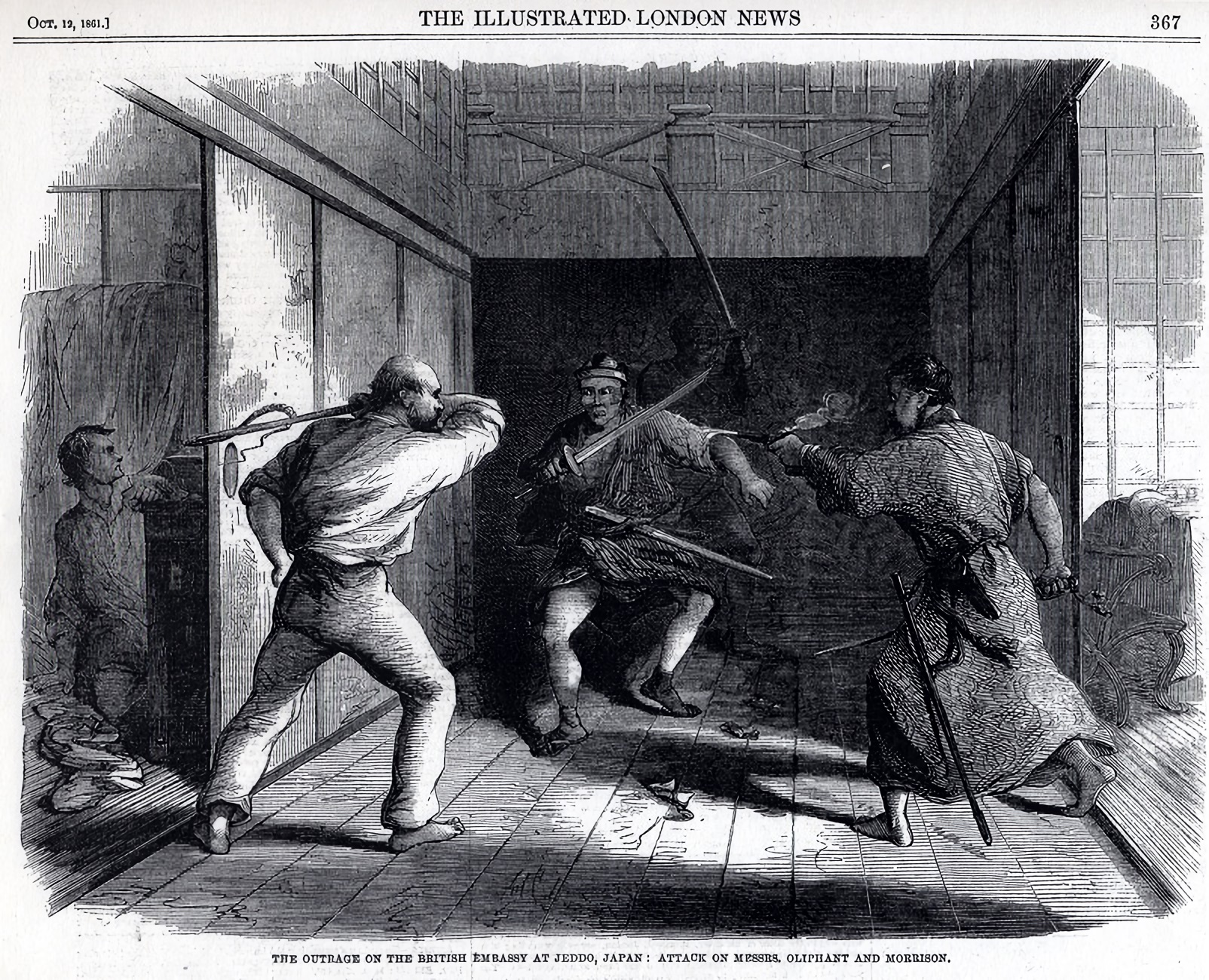
第一次東禅寺事件

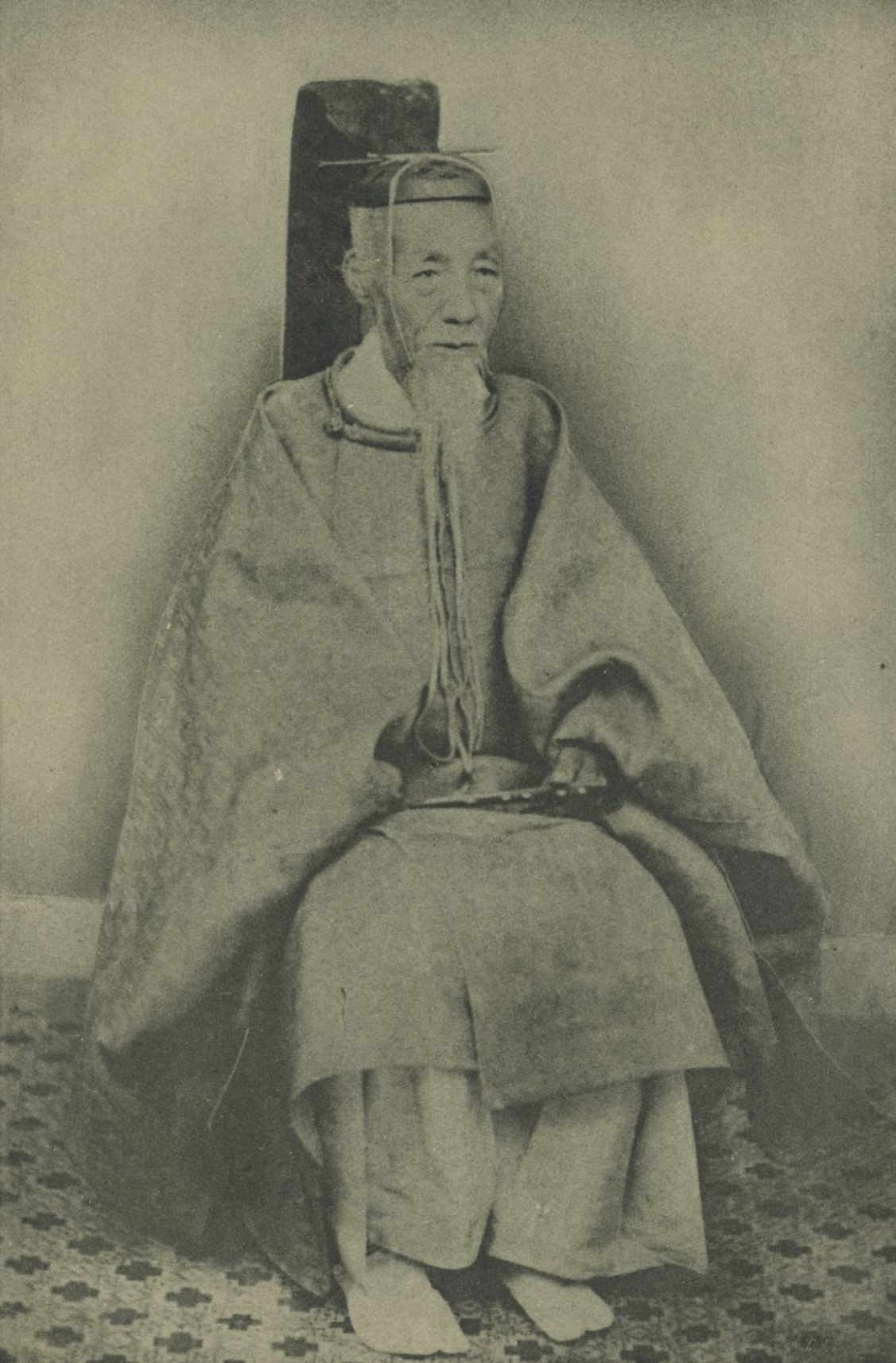
大原重徳

久保田藩当局のもとに平田情報が再び寄せられるのは桜田門外の変の直後の万延元年（1860年）3月のことであった。幕政の中枢にあった井伊が白昼公然と江戸城桜田門外で殺害されたことで幕府権力の動揺が現出し、藩当局は再び先のみえない状況に陥ったのである。
文久元年（1861年）5月28日、有賀半弥ら水戸の浪士14名が江戸高輪の英国公使館東禅寺を襲撃した第一次東禅寺事件の平田銕胤の報告は正確にして詳細をきわめ、久保田藩としてもその情報に深く依拠せざるをえなくなった。その情報源は東禅寺檀家、東海道品川宿の名主、幕府目付、下座見、幕府外国奉行、治療にかけつけた医師、近隣の人びと、当日東禅寺詰の旗本、外国方などにまでおよんでおり、一藩の当局者がこれほどの情報網を江戸市中に張り巡らすことは事実上不可能であった。
7月に入ると、ロシア軍艦対馬占領事件に関連して外国奉行の小栗忠順が辞任した内部事情やイギリス艦隊による海岸測量の意図に関する考察、水戸徳川家と幕閣との不仲などが報告されている。
11月には、皇女和宮の江戸への降嫁行列をめぐる情報が提出されている。そこでは行列供奉の小禄の公家がおびただしい数の奉公人を雇い入れており、そのなかには品位に欠ける者も多く混じっていて、通過するそれぞれの宿駅でおおいに迷惑をこうむっていることが指摘されている。このとき、平田国学の伊那谷における中心人物である飯田の岩崎長世は銕胤に対し詳細な書状を送っており、幕府によって降嫁行列の荷物運搬にかり出された北越の助郷人足が、3日間も食事を与えられないどころか、逃亡者が竹で打ちすえられたり、鉄砲で撃たれたりするなど言葉にできないほど酷い仕打ちを受けたことを伝えているが、銕胤は長世の書翰をそのまま本書に収載している。
文久2年（1862年）に入って、老中安藤信正暗殺計画にからんで、1月12日の宇都宮藩儒者大橋訥庵の捕縛、同月15日の坂下門外の変、襲撃された安藤信正の負傷の程度、斬奸状の適否、変にかかわった人びとの動向など一連の事象について、一部人を使って探りを入れたうえで詳細に報告している。
4月、薩摩藩の実力者島津久光の挙兵上洛によって京都情勢が激変し、久光上洛にかかわる種々の風聞や寺田屋騒動情報が報告されている。また、5月には勅使として大原重徳が薩摩藩兵に護衛されて江戸に下向することが決まった。久保田藩主佐竹義就（この年、義堯に改名）は、幕府への忠誠を貫こうとする立場から江戸に参府したものの、事態の急変は彼を不安にさせ、江戸家老宇都宮典綱の進言にもとづいて5月18日、銕胤嫡男平田延胤を京都に派遣して隠密探索を命じた。延胤は、門弟の角田忠行を同行させて約1ヶ月の京状探索をおこない6月24日に江戸に戻るが、その際、岩倉具視の久保田藩国事斡旋要請書翰をもたらし、当局者たちを悩ませている。一方、江戸に下った大原重徳は、6月末、使者を銕胤の許に送り、先代平田篤胤の全著作を朝廷の学習院に献納する旨要請して銕胤をおおいに感激させている。重徳は久保田藩からの献上も示唆したが、諸般の事情も勘案してその儀は遠慮し、大急ぎで準備できた分を銕胤が重徳の許に直接持参するかたちとなった。
文久2年の後半は、朝廷内での強硬派の形成や勅使三条実美の江戸下向、諸大名への内勅降下などの諸情報、銕胤門人で白川伯王家関東執役の古川将作によって10月に提出された神祇官再興建白書の写しが藩当局に報告された。

### 文久3年から元治元年まで

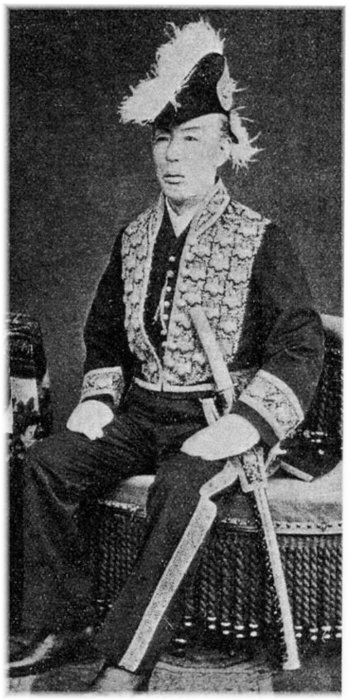
佐竹義堯

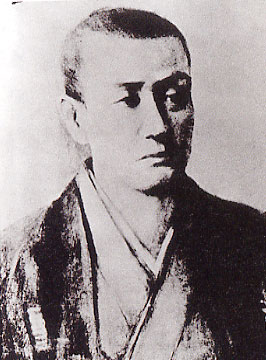
清河八郎

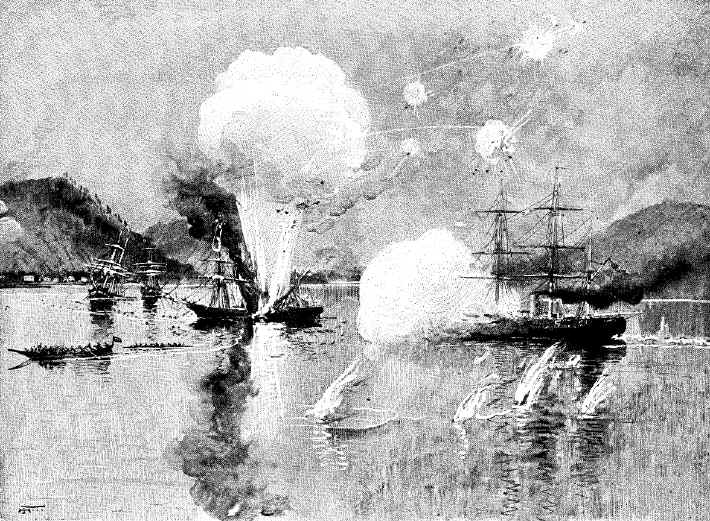
下関戦争
----
アメリカ軍艦ワイオミング（右）の攻撃で撃破される長州艦隊。爆発しているのが壬戌丸で左奥2隻のいずれかが庚申丸

大原・三条両勅使の下向や島津久光が主導する文久の改革を経て、時流は奉勅攘夷の方向に大きく傾き、将軍上洛の決定とともにそれに先だって将軍後見職となった徳川慶喜が文久2年12月、江戸を出立して京に赴いた。佐竹義堯も翌文久3年1月に上洛することとなり、それに先だち宇都宮典綱が上京、新たに物頭格本学頭取に就任した銕胤も文久2年11月27日、上洛を命じられた。同行したのは角田忠行、野城清太夫、小林与一郎であった。父に引き続き長男延太郎（延胤）、次男三木鉄弥も上京、加えて平田父子の上京と国事斡旋を好機だとして、門人の長老格であった権田直助をはじめとする平田国学の徒が陸続と京都に参集して奉勅攘夷の運動を下からさらに促そうとした。これにより、当時の京都はさながら平田門人総結集の様相を呈した。こうした矢先におこったのが、平田門人たちが直接・間接にかかわった文久3年2月22日（1863年4月9日）夜の足利三代木像梟首事件（等持院事件）であった。
銕胤自身は藩命を帯びての上京であり、この事件にはまったく関与していなかったが、心情的には門弟たちの行為は是とされるべきと考えていたものと思われ、関係者を一斉捕縛・殺害した京都守護職松平容保を藩主とする会津藩に対する備前国岡山藩の厳重抗議文、また、草莽諸士による関係者赦免要求の諸建白が収載されている。さらに、江戸に戻った銕胤に対し京都から発信された書翰も収載されており、そこには「報国赤心の有志、一人たりとも外夷切迫の折柄、非命に相果候」ことを悼み、大赦が出たにもかかわらず「例の如く」幕吏がこれをかかえこんで知らせないため、下には達せず、混乱が収まらないことへの憂慮が記されている。
文久3年4月13日の幕府刺客による清河八郎の暗殺、翌4月14日の浪士組の責任者高橋泥舟・山岡鉄舟・松岡万らの罷免、それにつづく浪士組の改組縮小による新徴組の発足などについても詳細に調査され、克明に報告されている。
4月20日、攘夷決行期限が「文久3年5月10日」と決したのに対し、対外戦争の回避と徳川家茂の将軍職辞退を主張した三奉行上書が5月6日付で提出された。これに対して幕臣某による箇条書きの体裁をとった論駁書もただちに出されたが、銕胤はこれらをいずれも素早く入手しており、幕府内部事情についても相当通じていたことがうかがわれる。論駁書は、山岡鉄舟ら幕府内の尊王攘夷派の主張に近く、当時幕府が抱え込まざるをえなかった矛盾を踏まえたうえでの立論がなされていた。さらに、銕胤は幕府目付杉浦誠（正一郎）の5月付建白、すなわち、幕府は今までのような曖昧で場当たり的な処置では挽回が難しく、いったん拝命した「攘夷」を断固奉戴して国威更張の方面に奮発しなければ活路はないとする主張も記録にのこしている。
攘夷決行予定日の5月10日、幕府の横浜港での姿勢はいかなるものであったかについては、同地に詰めていた草莽の志士たちの翌日付急報で押さえ、同日以降の馬関海峡封鎖と外国船に対する砲撃の一切については、砲撃に加わった庚申丸乗員の手記（『攘夷記』）を入手し、さらに京都の情勢については京都発信書翰より、5月20日の朔平門外の変（姉小路公知暗殺事件）も含めて把握していた。こうしたなか、5月中旬以降6月にかけて、幕府が奉勅攘夷を実行する意思も力もないことがしだいに明らかになっていく。平田延胤は6月中旬、藩主佐竹義堯はいちはやく朝旨を重んじて討幕の挙に出よという趣旨の「飛龍回天の建白」を藩当局に上奏している。
8月、公武合体派によって三条実美ら尊王攘夷派公家や長州藩の勢力が京都より追い出される八月十八日の政変が起こり、その結果、全面的攘夷から横浜鎖港へと対外方針は変更されたものの、久保田藩での平田派の地位や平田父子からの情報提供の仕組みには特段の影響はなかった。長州一藩が排除されたとはいえ、朝廷が諸大名に直接指示する朝廷優位の体制はなおも継続していた。こうしたなか銕胤は、薩英戦争、8月18日のクーデタ、8月16日の長門国小郡における幕府問責使中根市之丞の殺害事件、8月から9月にかけて大和国で起こった尊攘派初の対幕府武力蜂起である天誅組の変（大和五条の変）、10月に但馬国で平野国臣らが起こした生野の変などといった諸情報を伝えているが、幕府に対しては一貫して批判的である。『風雲秘密探偵録』には、8月18日の政変は「暴藩」会津の謀略によるものであるとの見解を示した書翰、政変後の京都が「市中にても長州様を悉（ことごと）く慕（した）ひ申候」として流行歌も添えて洛内での長州びいきを伝える書翰（いずれも京都発）が収録されている。
一方、政変後孤立して苦境に陥った長州藩は、文久3年末から翌年にかけて、藩主直書をたずさえた使者を各藩に派遣し、自藩の正当性を主張させていたが、久保田藩においては、その仲介役として平田延胤が選ばれ、長州藩内の平田門人の紹介で長州藩士有福半右衛門が延胤と面会、つづいて作間克三郎、さらに上役の木梨彦右衛門が延胤と面会し、久保田城下に赴き藩主に主君直書を渡すことを依頼した。

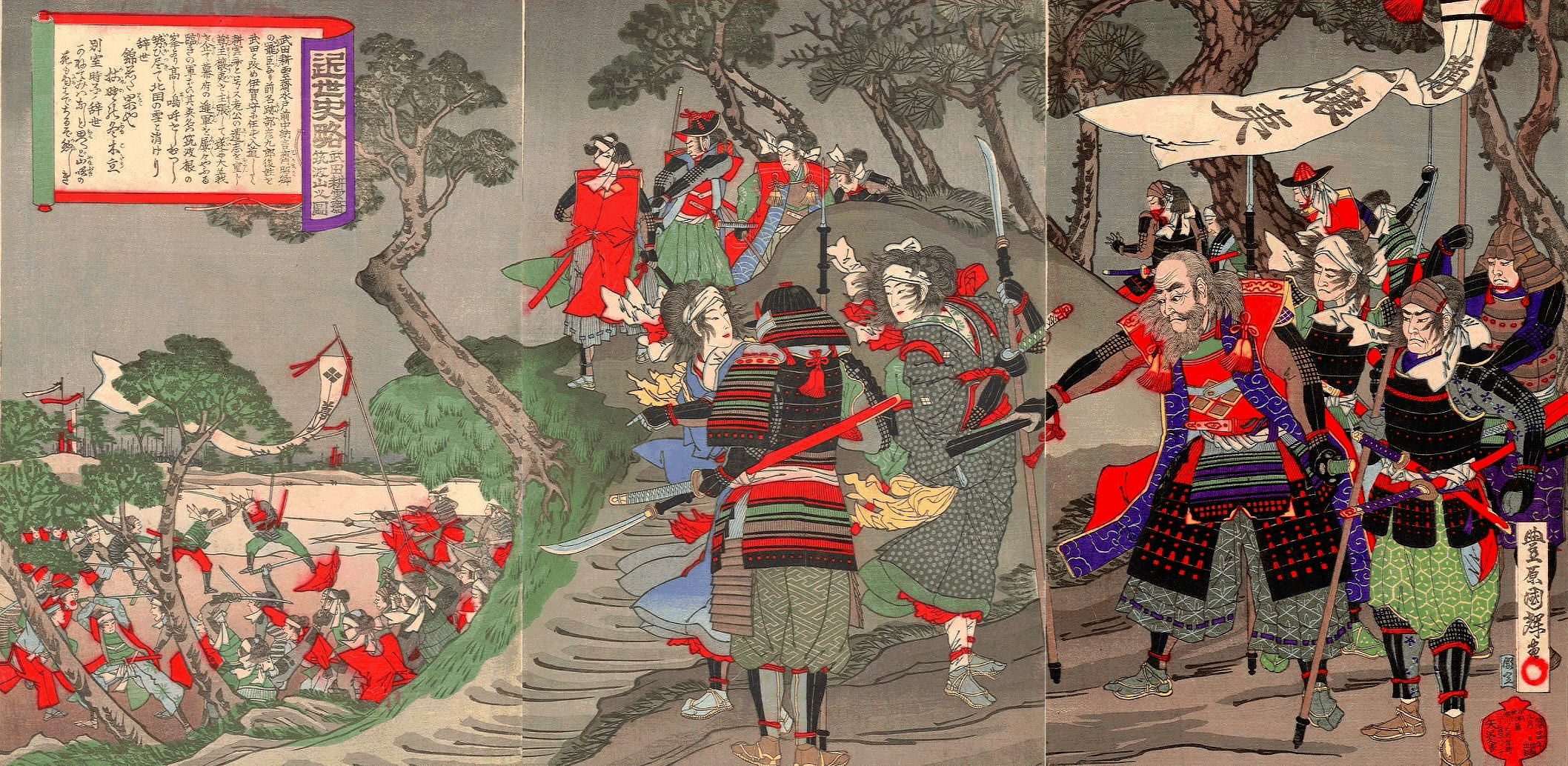
天狗党の乱

元治元年（1864年）に入ってからの情報は、上総国における真忠組の蜂起、上野国赤城山への浪士結集の流言、長州征討か攘夷かをめぐっての京都政局の動揺、水戸天狗党による筑波山挙兵（天狗党の乱）の経緯、京都市中の張り紙、天誅組浪士の処刑、水戸藩内の党争など多岐にわたるが、この時期は、京都守衛一橋慶喜に対する高い期待と評価が前面に押し出された筆致となっていることが特徴的である。筑波勢の増大、会津藩の京内での孤立、横浜でのコレラ流行、長州勢の大量上京、それにまつわる風聞などを記したのを最後に探索書はいったん途絶える。
これは、元治元年7月19日（1864年8月20日）に勃発した禁門の変において長州軍が完敗し、8月上旬には下関で四国艦隊砲撃があって在国勢力も壊滅的状況に陥ったことによって、中央政治も急展開の様相を呈したからであった。長州藩は「朝敵」となって征討の対象となり、筑波勢に対する幕府・諸藩連合軍の攻撃も激しさを加えた。久保田藩としても、とりあえずは幕府の方針を注視しておればよいという情勢になったのである。それを受けて国許の秋田では、吉田松陰の知己でもあり、平田派を支持していた勤王派の渋江厚光が国家老の職を罷免された（表向きは辞任）。
久保田藩では、朝廷より元治元年冬の京都警衛を命じられており、藩内の勤王派は速やかに京に向かうことを要求していたが、一方では7月下旬以降、幕府から筑波勢の暴行に対処するために警衛人数を引き連れて江戸に出府せよとも命じられていて、その対応に苦慮していた。藩主佐竹義堯はまずは江戸に出て、様子をみて上京許可を得ることとしたが、幕府は義堯に上京許可をあたえなかった。江戸滞府中、再び幕府の武威が確立されていくことを感じ取った義堯は藩内の尊王派を一斉に処罰した。平田延胤は献上方罷免・遠慮処分に処せられ、片岡鎌之進、鈴木三郎太郎、青柳忠治、遠藤源生、富岡寅之助、豊間源之進、井口糺は上京供奉罷免のうえ国許への帰還を命じられ、小川亀雄、髙瀨権平、村瀬佐一郎、布施銀平らはそれぞれの役を免じられている。久保田藩内には、それでもなお平田派に対する警戒心を隠さない佐幕・保守の人も少なくなかったが、元治元年から翌年にかけて全国諸藩に共通して吹き荒れた政治反動の嵐のなかでは、むしろ久保田藩の処罰は他藩にくらべて穏やかなものであった。

### 慶応3年から4年まで
元治元年に途絶えた平田報告が『風雲秘密探偵録』に再登場するのは、慶応3年（1867年）9月のことである。大政奉還の経過とその後の朝廷政治、江戸の政治状況などが報じられ、戊辰戦争の端緒となる翌慶応4年（1868年）の鳥羽・伏見の戦いの報告で探索書は終わっている。
江戸に滞在していた佐竹義堯は12月9日に王政復古の大号令が発せられたことを知るや、ただちにいったん国許に引き上げて状況を見きわめようとし、そのための京都工作に本学頭取の平田銕胤をあて、彼に対し、12月20日に藩主建白を携行して上京するよう命じた。また、嫡子延胤に対しては3年前の遠慮処分を解き、やはり12月10日付で本学教授に任命したうえで、みずからの帰国に随伴させたのであった。

## 情報源
平田銕胤は、天保元年（1830年）に入門した陸奥国相馬郡小高郷の神職高玉民部ひとりに対し、弘化2年（1845年）から明治12年（1879年）までの間、161通もの書状を書き送っている。また、諸史料には銕胤が国学を学びたい人には書籍を貸し出してやったり、飲食の世話をすることまであったことが記されている。このことから知られるように、銕胤は個々の門人をとても大切に思って懇切丁寧に接しており、また、超人的な通信活動は遠距離の門人を含めて門下全体におよび、ここでやりとりされた情報は膨大なものになっていただろうと推測される。篤胤の生前の門人が553人、慶応3年までの「篤胤没後の門人」が1,330人であり、銕胤は義父篤胤の教学を広く全国に普及させようという強い熱意とたぐいまれな組織能力とを併せ持っていた。このことは、幕末の平田国学を強力な思想集団にまとめ上げるとともに、幕府や諸藩といった公権力がつくりあげた情報網を除けば、質・量ともに当時最大級の情報ネットワークを形成することに寄与したのである。

### 江戸
平田銕胤は、養父篤胤以来の江戸生活により幕臣や旗本家臣のなかにも数多くの門人や関係者を有していた。また、門人帳には氏名はないものの、坂下門外の変のとき、御家人和田清三郎や一橋家家臣大島藤一郎、旗本家臣大野庫治といった人物は銕胤の許に安藤信正死亡説をもたらしており、師弟関係の外側にも学問的な交流の場が広がっており、情報網はそこまでおよんでいたとみなすことができる。その広がりは大奥に近い賄方や蕃書調所などへも広がっていた。
銕胤の江戸情報の多くは、江戸に在府する諸藩の藩士によってもたらされた。幕府情報をもっとも入手しやすかった銕胤の門人の一人に、嘉永5年（1852年）に入門した美濃国苗木藩士青山景通がいる。青山の主君、苗木藩主遠山友詳は江戸幕府の奏者番を務めたのち、長期間にわたって若年寄の要職にあって、青山は主君のもたらした公文書を書写する立場にあったのである。なお、青山は、正義を害したとして銕胤より破門されていた淡路国出身の国学者鈴木重胤の暗殺に加わっている。

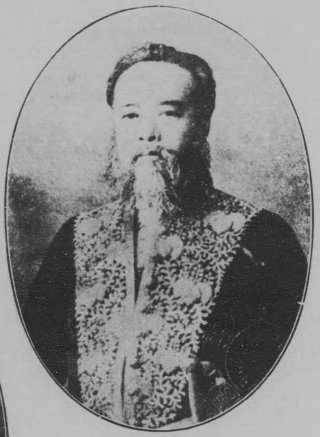
丸山作楽（明治期に撮影）

肥前国島原藩は、丸山作楽の仲介によって多数の門人をかかえていた。文久元年11月に上京して翌年2月の等持院での足利三代木像梟首事件に関与したのち、5月には下関での外国艦砲撃に参加、7月に京都高台寺を焼き、8月には江戸で鈴木重胤暗殺事件に加わり、さらに水戸天狗党の乱に加わったという小林与一郎、また、天誅組の変に一番隊長として参加した保母鉞之進（保母建）はともに銕胤の門人であり、かれの情報提供者であった。また、島原藩とならび平田国学の影響が及んだ藩に備前国岡山藩がある。安政6年（1859年）2月に西川吉輔（詳細後述）の紹介により入門した岡山藩士の宇野助太郎は情報提供者であったと同時に、文久2年中に野呂久左衛門と岡元太郎という2人の岡山藩陪臣を銕胤のもとに入門させ、等持院の事件への岡山藩関与のきっかけを創っている。
平田銕胤は、長州藩、薩摩藩、土佐藩、熊本藩といった西国外様大名の大藩のなかにも情報の手がかりをつくっていた。長州の世羅孫槌や渡辺玄包、薩摩の町田直五郎や岩下方平は門人であったが、土佐の浜田森之丞、肥後の大田黒伴雄、薩摩の内田政風・海江田彦之丞は、銕胤とは直接の師弟関係を結ばないものの情報提供者であった。
越前国福井藩で松平春嶽のブレーンのひとりであった中根雪江、伊予国大洲藩の渡辺権助らの門人も銕胤への情報提供者であった。意外なところでは、伊勢国津藩や桑名藩の門人からも情報提供があり、佐幕を藩論に掲げる藩のなかにあっても、それぞれの藩士の考えにはかなりの幅があったことがうかがわれる。水戸学の牙城の水戸藩からは非常に多くの情報提供がなされており、銕胤と在府水戸藩士の接触はきわめて密であり、銕胤父子は相当の水戸藩の動向や幕閣との関係など相当深い内部事情を知り得た。
これら、幕臣・諸藩の人びとのほかに、銕胤父子にとって不可欠だったのは、日常的に私塾気吹舎に出入りする身近な門弟たちであった。とくに、以下に述べる、医師の師岡と大武、神職の三輪田と角田、剣豪の宮和田の5名は江戸を活動の場とし、銕胤を取り巻く側近のような役割をになっていた。
江戸の医家に生まれた師岡正胤（節斎）は、江戸情報の最大の供給者の一人とみなされる。正胤の妻の兄が若年寄加納久徴（上総国一宮藩主）の取次頭取だった関係上、江戸幕府の内部情報を入手することができたのである。三河国岡崎出身の大武秀斎も医師で、正式な入門は元治元年となっているが、それ以前から不断に気吹舎に出入りしていた。かれの場合は、幕府目付などを歴任した旗本黒川盛泰のかかりつけ医だった関係上、幕府の内部事情を仕入れることができたのであった。伊予国久米郡の神職三輪田綱一郎は、塙忠宝の塾に2年ほど学んでいたが、銕胤はこのことを利用し、廃帝調査の件に関し三輪田を塙に会見させ、事実を糺させたことがあった。信濃国岩村田藩の神職角田忠行は気吹舎での師の仕事を補佐しつつ、老中久世広周の動きなどを探っていた。名主（百姓身分）出身で剣術家の宮和田又左衛門は、千葉周作門下で撃剣を得意とし、安政6年に師岡の紹介で入門し、国学を学んだが、かれも情報提供者のひとりであった。
このほかに、江戸周辺の平田門弟、遠隔地から江戸を訪れた門弟も、江戸および近在、あるいは広く関東地方の状況を銕胤父子のもとに報告している。

### 京都
安政7年（1860年）3月の桜田門外の変の発生によって安政の大獄が終結し、世上では公武一和への希求が高まる一方、諸藩による国事斡旋活動も活発化し、文久元年（1861年）には長州藩の長井雅楽による朝廷・幕府に対する航海遠略策の献策や翌年の島津久光の挙兵入京および朝政・幕政改革要求等をもたらした。さらに、これらを端緒として朝廷・幕府・諸藩を中心とする公武一和のあり方が各所で模索され、京都を舞台に政治改革に向けた政治運動が昂進していった。
こうしたなか、文久2年4月29日、久保田藩主佐竹義就（義堯）が参府、同年5月18日、久保田藩は銕胤の長子平田延胤に対し、先行き不透明な京都情勢の探索活動を命じた。延胤が家老小野岡義礼にあてたと思われる提出書には、京都・大坂での情報探索、特に表向きの風説では把握しえない内密・極密情報を入手する必要性を述べており、そのためには密事に携わる人物とのあいだに同志関係が成り立っているように見せることが肝要で、さらに堂上人と親交を取り結ぶことができれば極秘情報の詳細が入手可能であるとの見通しを記している。

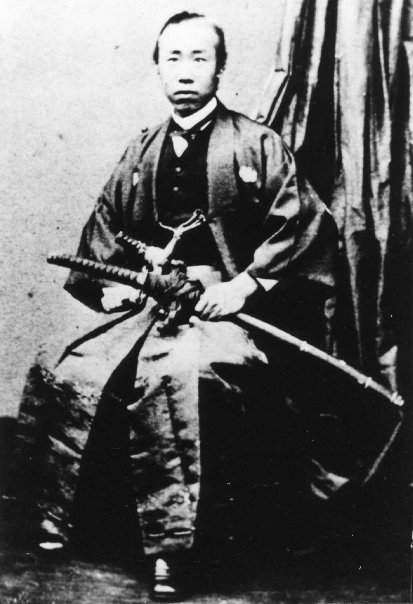
岩下方平（1867年撮影）

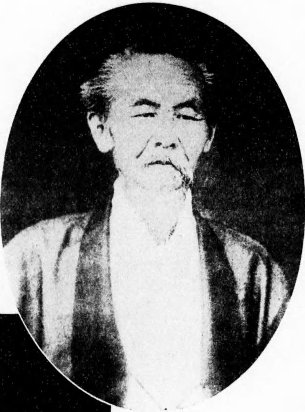
小河一敏（晩年撮影）

延胤は5月20日に江戸を発し、大坂を経由して6月7日に伏見の久保田藩邸に到着しており、到着早々、薩摩藩士岩下方平と対面して寺田屋騒動の顛末や久光上京の目的について尋ね、長門国長府藩の船越清蔵（小出勝雄）らより、長州藩の内外情勢とりわけ長井雅楽の長州藩内における地位について探りを入れている。6月9日、豊後国岡藩の小河一敏と面会し、小河の活動の目的について説明を受けた。小河は、安政6年（1859年）に気吹舎に入門した平田国学門下であり、延胤とは懇意の間柄であったが、安政年間には熊本藩の宮部鼎蔵や久留米藩の真木保臣とも交流を結ぶなど藩の内外で活動し、薩摩藩の有馬新七らとともに文久2年の伏見挙兵計画を主導するなど京都周辺での国事活動に奔走していた人物である。小河が延胤に語ったところによれば、久光挙兵の風聞をうけ、中国・四国・九州地方の諸藩の勢力を糾合して薩摩藩への協同を目指しており、寺田屋騒動ののちも小河自身は薩摩藩邸に身を置きながら活動を継続、列藩が朝廷を奉戴する体制の確立を活動目標としていた。延胤は翌6月10日、小河より岩倉具視との面会を仲介され、14日、岩倉より呼び出しを受け、6月15日、久保田藩国事斡旋要請を受けた。
このように、京都情報は小河一敏および平田延胤自身によってもたらされ、情報源の開拓も一部かれらによってなされたのであった。
翌文久3年、今度は銕胤が藩主佐竹義堯の上京に先立ち、家老宇都宮典綱に随伴するかたちで上京することとなったが、このとき銕胤は、久保田藩の思惑が薩摩・長州・土佐の諸藩のような国事活動の展望をともなわない場合、自身の上京はかえって久保田藩にとって不都合をまねく懸念があると藩当局に指摘していた。この懸念は、再三の禁止にもかかわらず、京都駐在の久保田藩内平田派勢力が藩外の者とさかんに交際することによって順応派（保守派）との軋轢を強めるというかたちで的中したのであった。
『風雲秘密探偵録』における京都情報の情報源では、上記のように銕胤・延胤父子自身によってもたらされたほか、近江国の豪商国学者西川吉輔からの書翰からもたらされた情報が重要である。西川は、弘化4年（1847年）に銕胤の許に入門した、近江八幡出身の干鰯を商う商人国学者であり、嘉永元年（1848年）には自宅に国学塾帰正館を開塾して同地に平田国学を普及させた。西川は遅くとも安政年間には銕胤と書通を交わしているが、銕胤からの返信書翰は詳細をきわめた長文で、懇切丁寧なものである。それゆえ、西川もまた師の許に不断に情報を送り続けていたのであった。
西川は京都情報の主要な提供者のひとりであったが、その調達先は彼の生業や活動範囲の広さもあって、次のように多岐にわたっている。
1. 近江における彼の親類縁者・使用人・門弟 … 井狩友七（義父の縁者）、桃乃舎弥太郎（養家のあった野洲郡江頭村の庄屋）、田中知邦（後妻の姉の子）、小島伝兵衛（西川家番頭）、野矢市兵衛（門人）、児島一郎（門人、岡山藩士）、本庄敬造（医師）、車戸造酒（門人・親戚、多賀大社禰宜）、武浪大隅（門人、野洲郡高木村春日神社神主）、江南荘兵衛（門人、蒲生郡中村住）、宇津木久岑（門人、もと彦根藩上級武士だったが国事を憂い百姓の養子となり帰農）など。
2. 彦根藩勤王派藩士集団 … 谷鉄臣、渋谷俊造（鉄臣の弟）、北川篤枝など。
3. 信濃国・美濃国の気吹舎門人 … 信州伊那谷の倉沢甚五兵衛、濃州中津川宿の市岡殷政・間秀矩・間一太郎（秀矩の子）・肥田通光、常陸国新治郡出身ながら間の処にいた磯山与衛門、伊那郡伴野村の松尾多勢子・原遊斎、同郡飯田の久保田鎌吉、銕胤側近だったが等持院事件にかかわり伊那に潜伏していた角田忠行など。
4. 関東地方の気吹舎門人 … 権田直助（武蔵国入間郡毛呂本郷）、権田年助（直助の子）、宮西諸助（江戸山王宮禰宜、権田門人）、原田七郎、館川衡平など。
5. 京摂間の尊王派 … 大国隆正（西川の最初の師、石見国津和野藩出身）、谷森善臣（在京の国学者）、菅右京（伊予大三島の神職出身、江戸・京都で活動）、山中静逸（三河国碧海郡東浦村地主）など。
6. 公卿家臣とその関係者 … 大口祀善（近江八幡出身で西川門人、中山忠能に諸大夫として仕えた大口甲斐守の養子）、矢野玄道（鳩居堂に寓居、表札に「白川殿御内」と掲げる）、岩崎長世（信濃での平田国学普及者、等持院事件後「白川御殿学士職」の資格で上京）、近藤至邦（伊那郡阿島の知久縄市郎の元家来、白川伯王家使用人）、木村忠敞（白川伯王家家臣）など。
7. 京都で篤胤著作を販売する書籍商 … 池村邦則（伊勢屋主人・久兵衛、通称「伊勢久」、楢之舎）、池村邦雄（邦則弟・好之輔、真菅之舎）、小河清波（伊勢屋番頭、日陰之舎）

1.について、西川の預けられておた江頭村は中山道に近く、中山道・東海道の合流地点である草津宿からもそう遠くなかった。田中知邦は栗太郡辻村在住であったが、辻村は膳所藩領だったので同藩の情報も知り得た。小島・野矢・児島・本庄はいずれも西川の郷里近江八幡の住人で、かれらは西川の代わりに上京して情報を収集したり、西川宅に来訪してさまざまな風聞をもたらした。2.のうち、谷は西川と終生親交をむすんだ間柄であった。譜代大名筆頭格の家柄である井伊家彦根藩は、天誅組追討・禁門の変・長州征討など、あらゆる局面で幕府を支える側として重要な国事にかかわり、かれらはその藩士として関係せざるをえなかった。かれらは頻繁に彦根と京都のあいだを往復することとなったが、近江八幡も江頭村もその途中にあり、そこでもたらされる情報はきわめて重要なものであった。なお、彼らは立場上、変名を使うことが多く、その全容はいまだ解明されていない。3.と4.の人びとは、上京の機会もあり、書通の便宜も多かった。権田直助は平田門下の長老的存在であった。5.の菅右京は、マシュー・ペリーの浦賀来航時には江戸で活躍していたが、文久3年以後は京都で活動しており、西川の許にも1度ならず訪問している。6.と7.はとくに貴重な情報源であった。伊予国出身の矢野玄道は、銕胤とは同郷で平田門での最大の碩学であった。また、大口を別とすると6.と7.は相互にきわめて結束が強く、銕胤・延胤とも直接連絡を取り合っており、さらにかれらは師からの書翰を回覧することもあった。書籍商の3人（7.）は商人であると同時に国学の徒でもあり、伊勢屋は美濃・信濃にも広く書籍を販売しており、同地の平田門人との交流も深かった。
このようにして形成されていった情報ネットワークは、たがいに政治情報をやりとりしていくなかでいっそう同学・同門意識を強めていくことになった。当時作成された「篤胤没後門人帳」が全国各地に見受けられるのは、同門の人びとを確認するのにこれが最も有効な道具であったからと考えられる。そして、実際に従来面識もなかった同門の人びとがたがいに各自面会したり、書通を交わし合うということに用いられ、そうした機会が増えていくのであった。